# Niceforo I d'Epiro

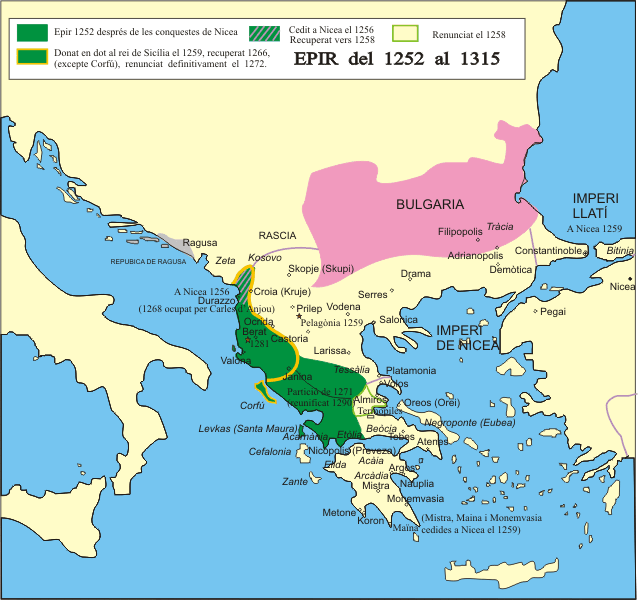
Il despotato d'Epiro dal 1252 al 1315.

Niceforo I Ducas (1240 – 1296) fu despota d'Epiro dal 1271 all'anno della sua morte.

## Biografia
Succedette al padre Michele II Ducas, dopo la sua morte.
Il basileus Michele VIII Paleologo non tentò di annettere direttamente il despotato, ma permise a Niceforo di succedere e trattare con Carlo I d'Angiò, re di Napoli, che prese Durazzo nello stesso anno.
Nel 1279 Niceforo si alleò con quest'ultimo, accettando di diventare suo vassallo, contro Michele VIII. In seguito alla sconfitta di Carlo, Niceforo perse l'Albania a favore dei bizantini.
Sotto Andronico II, Niceforo rinnovò l'alleanza con Costantinopoli. Fece tuttavia l'infelice scelta di rinnegarla per schierarsi con Carlo II di Napoli, nel 1292, sconfitto in seguito dalla flotta dello stesso Andronico II Paleologo.
In seguito Niceforo diede in sposa la propria figlia Thamar Angelina Comnena Ducena al figlio di Carlo, Filippo I di Taranto, e vendette a lui molti dei suoi territori. Morì nel 1296 e gli succedette al trono il figlio Tommaso Ducas.

## Famiglia
Niceforo sposò in prime nozze Maria Lascarina, figlia dell'imperatore niceano Teodoro II Lascaris dalla quale ebbe una figlia:
- Maria, che sposò il conte Giovanni I Orsini di Cefalonia (1304-1317) i cui figli Niccolò Orsini e Giovanni II Orsini divennero despoti dell'Epiro;

In seconde nozze sposò Anna Paleologa Cantacuzena, nipote dell'imperatore bizantino Michele VIII Paleologo, dalla quale ebbe:
- Thamar (1277-1311), andata in sposa a Filippo I di Taranto;
- Michele (morto dopo il 1281);
- Tommaso I Ducas, che gli succedette come despota dell'Epiro.

## Ascendenza
|                    |   |                 | Genitori |  |  | Nonni |  |  | Bisnonni       |  |  | Trisnonni         |  |
|                    |   |                 |          |  |  |       |  |  | Giovanni Ducas |  |  | Costantino Angelo |  |
|                    |   |                 |          |  |  |       |  |  | Giovanni Ducas |  |  | Costantino Angelo |  |
|                    |   | Teodora Comnena |          |  |  |       |  |  | Giovanni Ducas |  |  |                   |  |
| Michele I d'Epiro  |   |                 |          |  |  |       |  |  | Giovanni Ducas |  |  |                   |  |
|                    |   | …               | …        |  |  |       |  |  |                |  |  |                   |  |
|                    |   | …               | …        |  |  |       |  |  |                |  |  |                   |  |
|                    |   | …               | …        |  |  |       |  |  |                |  |  |                   |  |
| Michele II d'Epiro |   | …               |          |  |  |       |  |  |                |  |  |                   |  |
|                    |   | …               | …        |  |  |       |  |  |                |  |  |                   |  |
|                    |   | …               | …        |  |  |       |  |  |                |  |  |                   |  |
|                    |   | …               | …        |  |  |       |  |  |                |  |  |                   |  |
| Melissena          |   | …               |          |  |  |       |  |  |                |  |  |                   |  |
|                    |   | …               | …        |  |  |       |  |  |                |  |  |                   |  |
|                    |   | …               | …        |  |  |       |  |  |                |  |  |                   |  |
|                    |   | …               | …        |  |  |       |  |  |                |  |  |                   |  |
| Niceforo I d'Epiro |   | …               |          |  |  |       |  |  |                |  |  |                   |  |
|                    | … | …               |          |  |  |       |  |  |                |  |  |                   |  |
|                    | … | …               |          |  |  |       |  |  |                |  |  |                   |  |
|                    | … | …               |          |  |  |       |  |  |                |  |  |                   |  |
| Giovanni Petralife | … |                 |          |  |  |       |  |  |                |  |  |                   |  |
|                    |   | …               | …        |  |  |       |  |  |                |  |  |                   |  |
|                    |   | …               | …        |  |  |       |  |  |                |  |  |                   |  |
|                    |   | …               | …        |  |  |       |  |  |                |  |  |                   |  |
| Teodora di Arta    |   | …               |          |  |  |       |  |  |                |  |  |                   |  |
|                    |   | …               | …        |  |  |       |  |  |                |  |  |                   |  |
|                    |   | …               | …        |  |  |       |  |  |                |  |  |                   |  |
|                    |   | …               | …        |  |  |       |  |  |                |  |  |                   |  |
| Elena              |   | …               |          |  |  |       |  |  |                |  |  |                   |  |
|                    |   | …               | …        |  |  |       |  |  |                |  |  |                   |  |
|                    |   | …               | …        |  |  |       |  |  |                |  |  |                   |  |
|                    |   | …               | …        |  |  |       |  |  |                |  |  |                   |  |
|                    |   | …               |          |  |  |       |  |  |                |  |  |                   |  |